# Хофманн, Татьяна
Татья́на Ю́рьевна Хо́фманн (нем. Tatjana Hofmann, 14 апреля 1983 года, Севастополь, Крымская область, СССР) — немецко-швейцарская литературовед, культуролог, переводчица, прозаик. Исследует русскую и украинскую художественную литературу, литературную историю Крыма, эстетику медийных пространств, историю художественного авангарда, социокультурные феномены (пост)социализма, литературу травелогов, а также пересечение этнографии с эстетикой документальных видов искусств. Развивает идеи геопоэтики в её литературном и иных модусах. Участница и член оргкомитета Боспорского форума современной культуры.

## Биография
Родилась и выросла в Крыму. Окончила гимназию и Университет им. Гумбольдта в Берлине. Защитила диссертацию в Цюрихском университете по теме «Литературные этнографии Украины». Там же 10 лет работала научной сотрудницей. Затем работала как автор-стипендиат в институте междисциплинарных исследований Collegium Helveticum (Цюрих).
Живёт в горной деревне между Швейцарией и Германией.

## Творческая деятельность
Развивает свободную творческую деятельность на границах дисциплин, искусств и государств, и анахроничную к политическим событиям привязанность к своей малой родине. Свои впечатления от поездок, после многолетней паузы, на историческую родину в Крым и участия в Боспорском форуме выразила в книгах «Sewastopologia» (2015) и «Krim – Erkundungen am Rand Europas» (2022). Участвует в оргкомитете Боспорского форума.
Также занимается литературным переводом. В 2011 году в её переводе на немецкий вышла книга российского писателя Игоря Клеха «Книга Еды» (Das Buch vom Essen: Pelmeni und Piroggen, Borschtsch und Bigos & Co, второе издание в 2022). Кроме того, перевела часть литературного наследия поэта и драматурга Сергея Третьякова, включая обе версии пьесы «Хочу ребёнка!» и сценарий.
С 2020 года участница (автор словарных статей) проекта «Словарь культуры XXI века».
В 2023 году в соавторстве с кинорежиссёром Кириллом Венцином (Швейцария) создала, параллельно своей книге «Krim – Erkundungen am Rand Europas», документальный фильм «Crimea between Art and Crisis» о современной крымской творческой интеллигенции и ключевых культурных событиях постсоветской эпохи на полуострове. Фильм был представлен в Collegium Helveticum.

## Участие в творческих и общественных организациях
- Член Содружества русскоязычных литераторов Германии (СЛоГ)

### Авторские монографии
- Tatjana Hofmann. Literarische Ethnografien der Ukraine. Prosa nach 1991. — Basel: Schwabe, 2014. — 500 с. — ISBN 978-3-7965-3330-3
- Татьяна Хофман. Литературные этнографии Украины. Проза 1991–2011 гг., пер. с нем. Татьяны Набатниковой. — Санкт-Петербург: Алетейя, 2016. — 448 с., ISBN 978-5-906823-31-1

### Коллективные монографии
- Mehrsprachigkeit. (= Variations Nr. 22), вместе с Мари Драт, Штефани Хейне и Рето Целлнер. — Bern: Peter Lang, 2014. — 221 с. — ISSN 14247631 (составитель, соавтор)
- Humor (= Variations 25), вместе с Мари Драт, Марком Иттенсоном и Филипом Хенслером. — Bern: Peter Lang, 2017. — 184 с. — ISSN 14247631 (составитель, соавтор)
- Сергей М. Третьяков: Хочу ребёнка! Пьесы — сценарий -— дискуссии, вместе с Эдуардом Дичеком, перевод Т. Набатниковой. — Санкт-Петербург: Алетейя, 2018. — 376 с. — ISBN 978-5-90711-531-6 (составитель, соавтор)
- Sergej M. Tret'jakov: Ich will ein Kind! Zwei Stückfassungen und ein Film-Libretto, т. 1, вместе с Эдуардом Дичеком. — Berlin: Kadmos, 2019. — 296 с. — ISBN 978-3-86599-385-4 (составитель, соавтор)
- Sergej M. Tret'jakov: Ich will ein Kind! Materialien und Analysen, т. 2, вместе с Эдуардом Дичеком. — Berlin: Kadmos, 2019. — 359 с. — ISBN 978-3-86599-386-1 (составитель, соавтор)
- Sergei Tret'iakov: The New Visuality, Art and Document, Special Issue of Russian Literature, vol. 103–104, 2019. — 322 p. — ISSN 0304–347 (составитель, соавтор)
- Сергей М. Третьяков: От Пекина до Праги. Путевая проза 1925–1937 гг., вместе с Сюзанной Штретлинг. — Санкт-Петербург: Изд. Европейского университета, 2020. — 496 с. — ISBN 978-5-94380-312-3 (составитель, соавтор)
- Sergei Tretjakow: Fakten / Räume. Reiseskizzen 1925–1937, вместе с Сюзанной Штретлинг. — Leipzig: Spector, 2021. — 584 с. — ISBN 978-3-95905-381-5 (составитель, соавтор)
- Kommunismus autobiographisch, вместе с Сильвией Зассе и Анной Крир. — Berlin: Kadmos, 2022. — 268 с. — ISBN 978-3-86599-471-4 (составитель, соавтор)

### Проза
- Tatjana Gofman. Sewastopologia. — Berlin: edition FotoTapeta, 2015. — 272 с. — ISBN 978-3-940524-36-2
- Татьяна Хофман. Севастопология [пер. с нем. Т. Набатниковой]. — СПб.: Алетейя, 2017. — 221 с. — ISBN 978-5-906910-76-9
- Tatjana Hofmann. Krim – Erkundungen am Rand Europas. — Berlin: Edition Noack & Block, 2022. — 338 с. — ISBN 978-3-86813-149-9

### Переводы
- Klech, Igor: „Kleines Märchen über Kyivs Chronotopos“ ("Сказочка о хронотопе Киева", отрывок из книги "Планета одноклассников"), Lettre International 148, 128–129.
- „Die Literaturwissenschaft als solche. Ein Gespräch mit Jean-Philipp Jaccard“, Berliner Debatte Initial 35.2 (2024), 259–279.
- Ich will ein Kind! («Хочу ребёнка!»), первый вариант [1926], второй вариант [1927] и либретто [1928/29], in: Sergej M. Tret'jakov: Ich will ein Kind! Zwei Stückfassungen und ein Film-Libretto, Bd. 1, Berlin 2019, hg. mit J. E. Ditschek, 41–153; 155–221; 223–254.
- Klech, Igor. Das Buch vom Essen : Pelmeni und Piroggen, Borschtsch und Bigos & Co. — Berlin : Edition.fotoTAPETA, 2022. — 176 с. — ISBN 978-3-949262-24-1.
- S. M. Tret’jakov: „China lieben“ („Ljubit’ Kitaj“), und „Pekin“ („Peking“) aus: ders.: Čžungo, Moskva; Leningrad 1927, in: ders.: Reisetexte (2021), 81–128.
- Klech, Igor’: „Der Hinterhof der Aufklärung“ („Zadvorki prosveščenija“), aus ders.: Svetoprestavlenie, Moskva 2004, in: Kommunismus autobiographisch (2021), 214–221.
- Alekseev, Nikita: „Erinnerungsreihen“, aus ders.: „Rjady pamjati. Očerki visual′nosti, Moskva 2008, in: Kommunismus autobiographisch (2021), 95–103.
- Ugrešič, Dubravka: „Nostalgie“ (aus dem Engl.), in: Kommunismus autobiographisch (2021), 269–279.
- Gala Uzrjutowas Solostück „Dummerchen“ für eine szenische Lesung am Theater Atelier Stuttgart, 10.11.2019 (Regie: Vladislav Grakovsky).
- M. B-de: „Ich will ein Kind! zur Aufführung im Mejerchol’d-Theater“, „Fortführung der Diskussion über Ich will ein Kind!“, „Pro und Contra im Hauptrepertoirekomitee“; Igor’ G. Terent’ev: „Ich will ein Kind! Aufführungskonzept“; „Was die Dramatiker schreiben“; „drei Briefe aus Smena“, Saša Denisova: „Plastische Sinfonie der befreiten Frau“, in: Sergej M. Tret'jakov: Ich will ein Kind! Materialien und Analysen, Bd. 2, Berlin 2019, hg. mit J. E. Ditschek, S. 25–26; 27–39; 40–45; 46–47; 123–132; 143–150.
- „Igor’ Sid. Instrumente für eine neue Anthropologie“, in: Nachgefragt. Novinki im Gespräch mit Autor_innen aus Osteuropa, hrsg. von novinki (Susi K. Frank u.a.), Norderstedt 2016, 233–241.
- „Stan. Im Osten nichts Neues? Eine Literaturgruppe aus Luhans’k beweist das Gegenteil“, ebd., 2016, 260–272.
- „Serhij Žadan: ,Ich bin ein Mensch ohne Biographie’“, ebd., 2016, 292–303.
- „Serhij Zhadan: ,Neben Panzern wächst der ukrainische Patriotismus’“, in: Aargauer Zeitung, 25.03.2014, 15.
- Gedichte von Sergej Sturz, Evgenija Bagmuzkaja, Gala Uzrjutowa u.a. für Literaturwerkstatt Berlin.

### Некоторые научные статьи
- “Zinaida Rikhter's Flight Adventure“, Adventure Literature in Early Soviet Union, ed. by Riccardo Nicolosi, Brigitte Obermayr, Boston 2024, 215–240.
- “Ethnografie unter Verdacht. Künstlerisches Forschen auf der Krim mit Essay(-Film)“, in: Schuchardt, Katharina; Spieker, Ira: Performanzen & Praktiken: Kollaborative Formate in Wissenschaft und Kunst, Dresden 2024, 79–104.
- “Il’ja Il’fs und Evgenij Petrovs Reisepoetik“, Colloquium Helveticum. Schweizer Hefte für Allgemeine und Vergleichende Literaturwissenschaft 51 (2022), Themenheft Literarische Glokalisierung, ed. by Philippe P. Haensler, Stefanie Heine, Sandro Zanetti, 87–100.
- “Poetik und Rhetorik. Ein Gespräch mit Renate Lachmann“, Berliner Debatte Initial 34.4 (2023), 112–124.
- “Vollgas voraus. Testläufe für die Faktografie (Tret’jakov, Gromov, Karmen)“, Zeitschrift für Slawistik 67.2 (2022), 1–27.
- «Русофония постсоветского травелога: медиальная поэтика Петра Вайля и Александра Гениса» Russian Literature 127 (2022), 11–41.
- “Zum 100. Geburtstag von Igor’ Cholin. Die Werkauswahl der Edition Aspei (Bochum) zwischen Avantgarde und Konzeptualismus“, Zeitschrift für Slawistik 67.1 (2022), 1–31.
- “Sozialarbeit via soziale Medien. Dmitrij Markov als fotografierender ,Freiwilliger’“, in: Schühle, Judith (Hg.): SnAppShots, Smartphones als Kamera, Münster 2021, 109–126.

## Фильмография
- Crimea between Art and Crisis, документальный фильм, вместе с Кириллом Венцином, 74 мин., 2023. https://crossroadscrimea.com/

## Критика
- Рецензия Алойса Волдана на «Литературные этнографии» в: Zeitschrift für Slavische Philologie 71.1 (2015), с. 228–234.
- Рецензия Тамары Гундоровой на «Литературные этнографии» в «НЛО» 166 (2020)
- Рецензия Александра Люсого на «Севастопологию»: Знамя, № 7 (2018)
- Рецензия Дмитрия Драгилёва на «Севастопологию»:  „Von Wandervölkern und Versatzstücken“, Das Blättchen. Zweiwochenschrift für Politik, Kunst und Wirtschaft, Nr. 6, 14.3.2016, S. 20–22.
- Рецензия Ханса Гюнтера на издание «Хочу ребёнка»: Hans Günther, Wiener Slawistischer Almanach 85 (2020), 465–471.
- Рецензия Никона Ковалёва на издание «Хочу ребёнка»: Вопросы литературы, 2021, №6, 262–265.
- Bigun, Jaroslav: Западно-восточные отражения в Севастопологии Татьяны Гофман, in:  Beiträge Zur XVI. Internationalen Slavistischen Konferenz, hg. v. Stefan Krumbeck u.a., Kiel 2024, 347–354.